# Кинан, Мэйнард Джеймс
Мэйнард Джеймс Кинан (англ. Maynard James Keenan; инициалы MJK), при рождении Джеймс Херберт Кинан (англ. James Herbert Keenan; 17 апреля 1964, Равенна, Огайо) — американский музыкант-мультиинструменталист, продюсер звукозаписи и  винодел. Наиболее известен как вокалист прогрессив-метал группы Tool, основанной совместно с Адамом Джонсом в 1990 году; также является ведущим участником проектов A Perfect Circle и Puscifer.
Помимо музыкальной деятельности, Кинан также получил известность в качестве сценического актёра и винодела; Кинан владеет виноградником и винодельческим хозяйством.

## Ранние годы и служба в армии
Джеймс Херберт Кинан был единственным ребёнком в южнобаптистской семье Майкла Лорена Кинана (Michael Loren Keenan; 4 марта 1946 — 23 февраля 2004) и Джудит Мэри Кинан (Judith Mary Keenan; урождённая Доэрти [Dougherty]; 22 ноября 1943 — 18 июня 2003). После развода в 1968 году отец переехал в Скоттвилл (округ Мейсон, штат Мичиган) и редко виделся c сыном в последующие 12 лет. Мать вновь вышла замуж; в приёмной семье Мэйнард попал в «нетолерантную и несветскую обстановку», угнетающе действовавшую на творческие способности.
В 1976 году мать Кинана, которому на тот момент было 11 лет, перенесла паралич вследствие церебральной аневризмы — момент, послуживший впоследствии вдохновением для нескольких сочинений музыканта: песен Tool «Jimmy» и «Wings for Marie» и песни A Perfect Circle «Judith». Несколько лет спустя она убедила Кинана жить с отцом в Скоттвиле; Кинан считает это «лучшим решением, которое [он] сделал». В 1982 году Кинан окончил центральную старшую школу округа Мейсон в Скоттвилле, где также выступал в составе команды по борьбе. Майкл Кинан был одним из тренеров команды; после окончания сыном школы он отошёл от карьеры тренера.
Окончив школу, Мэйнард отправился на военную службу и провёл в армии три года. Отказавшись от военной карьеры, изучал культуру и искусство, занимался дизайном интерьеров зоомагазинов в соответствии с принципами фэн-шуй, на досуге пел в группах The Children of the Anachronistic Dynasty и TexA.N.S, постепенно знакомился с будущими участниками группы Tool, заявившей о своём существовании в 1990 году. А в 1999 году в Лос-Анджелесе состоялся первый концерт группы A Perfect Circle.

## Сегодня
Прославившись как вокалист Tool и A Perfect Circle, Джеймс Мэйнард Кинан в очередной раз не остановился на достигнутом и занялся новым проектом Puscifer, а также приобрёл небольшой виноградник в Аризоне.

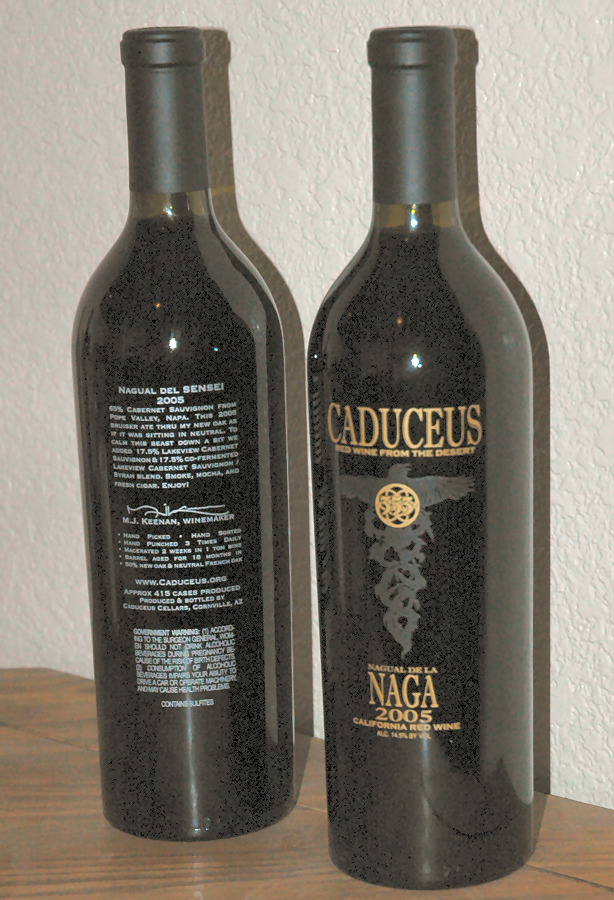
Бутылки вина «Caduceus». Обратите внимание на надпись: «M.J. Keenan, Winemaker» («М.Дж. Кинан, Винодел»).

Вино, полученное со своих виноградников, он продаёт под маркой «Caduceus», а названия вин несут на себе отпечаток давнего увлечения Мэйнарда мифологией и древними культурами: Merklin Vineyards Chupakabra, Nagual del Sensei.
Джеймс также занимается бразильским джиу-джитсу.

## Работа в кино
| Год  |   | Русское название              | Оригинальное название                                             | Роль                               |
| ---- | - | ----------------------------- | ----------------------------------------------------------------- | ---------------------------------- |
| 1997 | ф | Мистер Шоу, Боб и Дэвид       | Mr. Show with Bob and David (серия Peanut Butter, Eggs, and Dice) | Criminal                           |
| 2000 | ф | Скринлэнд-Драйв               | Screenland Drive                                                  | Car Thief                          |
| 2002 | ф | Беги, Ронни, беги             | Run Ronnie Run                                                    | Titannica Lead Singer (uncredited) |
| 2009 | ф | Адреналин: Высокое напряжение | Crank: High Voltage                                               | Dog Walker #1                      |
| 2010 | ф | Кровь в вино                  | Blood Into Wine                                                   | играет самого себя                 |